# Benjamin Tetteh
Benjamin Tetteh (Accra, 10 juli 1997) is een Ghanese voetballer. Hij is een aanvaller en speelt sinds 2018 voor Sparta Praag.

## Carrière
Benjamin Tetteh voetbalde in Ghana voor Tudu Mighty Jet en Dreams FC. In juli 2015 verhuisde hij naar België, waar hij een contract voor drie seizoenen tekende bij Standard Luik. Eerder toonden ook Borussia Mönchengladbach en Werder Bremen interesse in de boomlange spits.
Op 17 oktober 2015 maakte de 18-jarige Tetteh onder coach Yannick Ferrera zijn officieel debuut voor Standard. Hij mocht toen in de basis starten in de competitiewedstrijd tegen KVC Westerlo. Hij scoorde na iets meer dan een uur zijn eerste doelpunt voor Standard.

## Statistieken
| Seizoen | Club               | Land     | Competitie              | Competitie | Competitie | Beker | Beker | Europees | Europees | Totaal | Totaal |
| Seizoen | Club               | Land     | Competitie              | Wed.       | Dlp.       | Wed.  | Dlp.  | Wed.     | Dlp.     | Wed.   | Dlp.   |
| ------- | ------------------ | -------- | ----------------------- | ---------- | ---------- | ----- | ----- | -------- | -------- | ------ | ------ |
| 2015/16 | Standard Luik      | België   | Jupiler Pro League      | 11         | 1          | 1     | 0     | 0        | 0        | 12     | 1      |
| 2016/17 | Standard Luik      | België   | Jupiler Pro League      | 1          | 0          | 0     | 0     | 0        | 0        | 1      | 0      |
| 2016/17 | → 1. FC Slovácko   | Tsjechië | 1. česká fotbalová liga | 13         | 1          | 1     | 0     | 0        | 0        | 14     | 1      |
| 2017/18 | FC Bohemians Praag | Tsjechië | 1. česká fotbalová liga | 20         | 2          | 1     | 1     | 0        | 0        | 21     | 3      |
| 2018/19 | Sparta Praag       | Tsjechië | 1. česká fotbalová liga | 19         | 9          | 1     | 0     | 2        | 0        | 22     | 9      |
| TOTAAL  | TOTAAL             | TOTAAL   | TOTAAL                  | 19         | 2          | 2     | 0     | 0        | 0        | 21     | 2      |

## Nationale ploeg
Tetteh is een Ghanees jeugdinternational. In 2015 nam hij met Ghana deel aan het WK onder 20 in Nieuw-Zeeland. Hij scoorde in de groepsfase het openingsdoelpunt in de zege tegen Argentinië. Een ronde later werd Ghana uitgeschakeld door Mali.

## Erelijst
Standard Luik
| Nationaal        |    |      |
| Beker van België | 1x | 2016 |

1 Dietsch ·
2 Colin ·
3 Udol  ·
5 Candé ·
6 N'Doram ·
7 Diallo · 
8 Traoré · 
10 Mikautadze · 
11 Lamkel Zé · 
12 Tchimbembé ·
14 Sabaly · 
15 Lô · 
16 Oukidja ·
17 Tetteh · 
18 Camara · 
21 N'Guessan ·
22 Van Den Kerkhof · 
25 Atta · 
26 Mbaye · 
27 Jean Jacques · 
29 Hérelle · 
30 Caillard ·
34 N'Duquidi · 
36 Jallow · 
37 I. Sané · 
38 S. Sané · 
39 Kouao · 
99 Asoro · 
Coach: Bölöni
· Assistent-coach: Delmotte